# Dubai Stallions
I Dubai Stallions sono una squadra di football americano di Dubai, negli Emirati Arabi Uniti. Hanno vinto il titolo nazionale nel 2014-2015 e nel 2018-2019.

## Dettaglio stagioni

### Tornei nazionali

#### Campionato

##### EAFL
| Stagione | regular season | regular season | regular season | regular season | regular season | regular season | playoff | playoff | playoff | playoff | playoff | playoff     | playoff             |
|          | Vin            | Par            | Per            | Tot            | PF             | PS             | Vin     | Per     | Tot     | PF      | PS      | risultato   | avversaria          |
| -------- | -------------- | -------------- | -------------- | -------------- | -------------- | -------------- | ------- | ------- | ------- | ------- | ------- | ----------- | ------------------- |
| 2012-13  | 4              | 0              | 1              | 5              | 77             | 19             | 1       | 1       | 2       | 58      | 21      | Desert Bowl | Abu Dhabi Wildcats  |
| 2013-14  | 5              | 1              | 0              | 6              | 136            | 60             | 1       | 1       | 2       | 60      | 21      | Desert Bowl | Abu Dhabi Wildcats  |
| 2014-15  | 5              | 1              | 2              | 8              | 154            | 74             | 2       | 0       | 2       | 51      | 18      | Campioni    | Dubai Barracudas    |
| 2015-16  | 2              | 1              | 3              | 6              | 72             | 49             | 0       | 1       | 1       | 8       | 18      | Semifinale  | Abu Dhabi Wildcats  |
| 2016-17  | 1              | 0              | 5              | 6              | 36             | 90             | 0       | 1       | 1       | 0       | 14      | Semifinale  | Abu Dhabi Wildcats  |
| 2017-18  | 1              | 0              | 4              | 5              | 25             | 77             | 0       | 1       | 1       | 6       | 7       | Semifinale  | Dubai Barracudas    |
| 2018-19  | 7              | 0              | 1              | 8              | 157            | 92             | 1       | 0       | 1       | 12      | 6       | Campioni    | Al Ain Desert Foxes |
| Totale   | 25             | 3              | 16             | 44             | 657            | 461            | 5       | 5       | 10      | 195     | 105     |             |                     |

Fonti: Enciclopedia del Football - A cura di Roberto Mezzetti

### Riepilogo fasi finali disputate
| Anno          | Luogo | Evento | Fase del torneo | Incontro                              | Risultato |
| 8 marzo 2013  |       | EAFL   | Desert Bowl     | Abu Dhabi Wildcats - Dubai Stallions  | 21 - 12   |
| 14 marzo 2014 |       | EAFL   | Desert Bowl     | Dubai Stallions - Abu Dhabi Wildcats  | 13 - 14   |
| 13 marzo 2015 |       | EAFL   | Desert Bowl     | Dubai Barracudas - Dubai Stallions    | 6 - 30    |
| 4 marzo 2016  |       | EAFL   | Semifinale      | Abu Dhabi Wildcats - Dubai Stallions  | 18 - 8    |
| 3 marzo 2017  |       | EAFL   | Semifinale      | Abu Dhabi Wildcats - Dubai Stallions  | 14 - 0    |
| 9 marzo 2018  |       | EAFL   | Semifinale      | Dubai Barracudas - Dubai Stallions    | 7 - 6     |
| 22 marzo 2019 |       | EAFL   | Desert Bowl     | Dubai Stallions - Al Ain Desert Foxes | 12 - 6    |

## Palmarès
- 2 EAFL (2014-2015, 2018-2019)